# Favo (medicina)

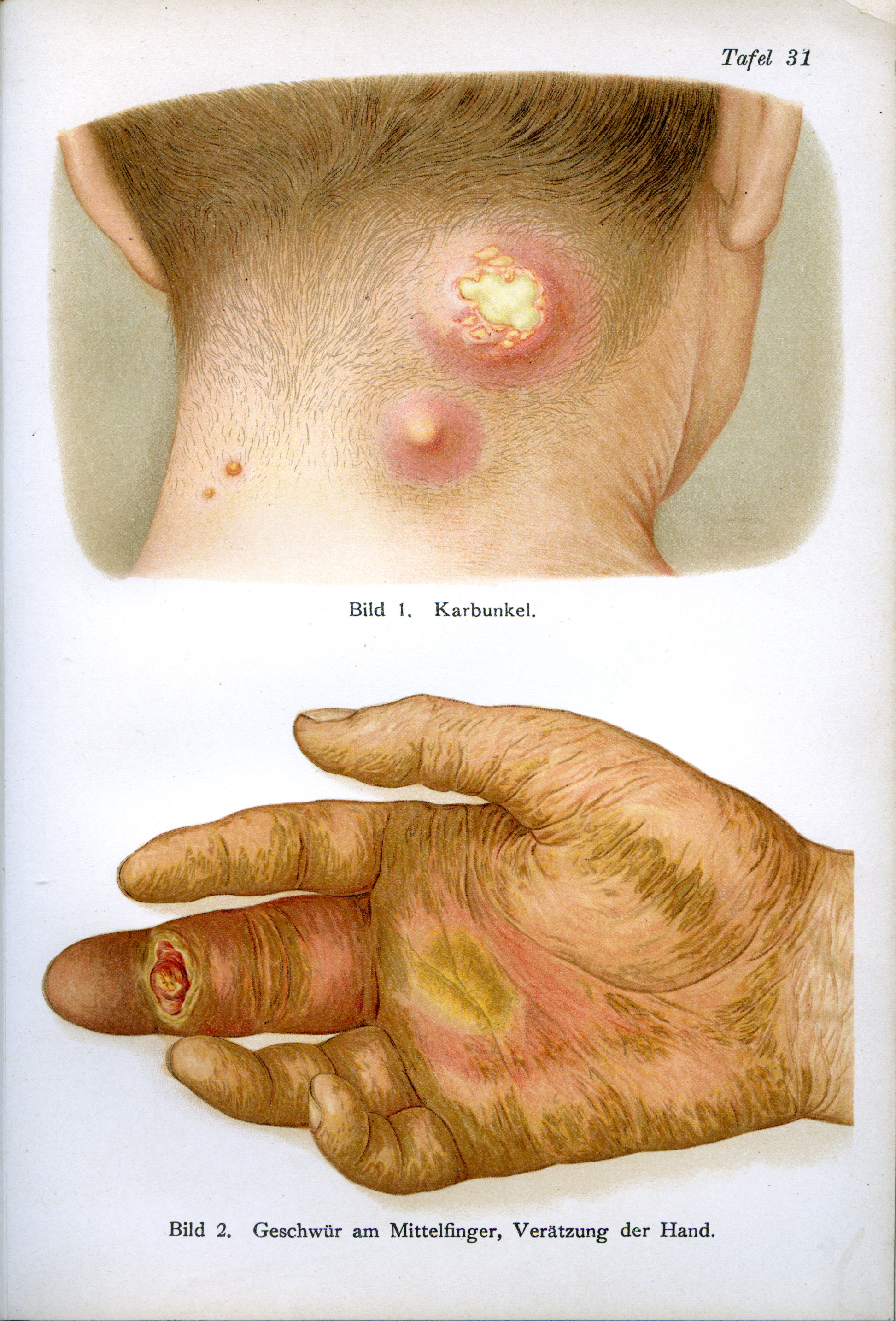
Favo o carbonchio

Per favo, in campo medico, si intende quella infezione piogenica acuta riguardante gli strati superficiali della cute, la cui comparsa si rivolge ad un accumulo di più foruncoli contigui.

## Eziologia
La causa dell'infezione è da riscontrarsi specialmente nello Staphylococcus aureus.

## Sintomatologia
Fra i sintomi e i segni clinici possiamo annoverare la nascita di più noduli sottocutanei, la cui unione forma una placca, dolore della zona interessata, infiammazione della zona esterna a quella dove è comparsa la placca, febbre, malessere generalizzato. 

## Terapie
Impacchi disinfettanti, antibiotici topici che contengono acido fusidico da utilizzare fino alla scomparsa dell'infezione, e l'uso di antibiotici sistemici come la penicillina.